# Jhon Pereira
Jhon Sergio Pereira Cortez (n. Guayaquil, Guayas, Ecuador; 3 de septiembre de 1998) es un futbolista ecuatoriano. Juega de delantero y su equipo actual es Técnico Universitario de la Serie A de Ecuador.

## Trayectoria
Empezó su carrera futbolística en el equipo de su ciudad natal en el año 2014, se formó e hizo las formativas en el Club Sport Norte América, la sub-14, la sub-16 y la sub-18. En 2014 tuvo un paso por el Deportivo Azogues de la Serie B, en la sub-20 en condición de préstamo.
Al finalizar el préstamo en mayo de 2015 volvió a Norte América para disputar la fase zonal de la Segunda Categoría 2015 y posteriormente fue traspasado a principios de 2016 a Sociedad Deportiva Aucas de la ciudad de Quito por primera ocasión, donde poco a poco fue disputando partidos con el equipo titular, con el equipo expetrolero logró el debut abosluto la Serie A de Ecuador.
Bajo el mando de Carlos Ischia tuvo su debut en el primer equipo en la máxima categoría del fútbol ecuatoriano el 13 de marzo de 2016, en el partido de la fecha 7 de la primera etapa 2016 ante Liga Deportiva Universitaria, entró al cambio por Juan Villacrés al minuto 64, aquel partido que terminó en victoria de Liga por 0–1. Una vez que Aucas adquirió sus derechos deportivos fue ratificado para la temporada 2017 en la Serie B y 2018 en el retorno a la Serie A.
En 2019 fue cedido a préstamo a Liga Deportiva Universitaria de Loja que disputaba la Serie B, ahí marcó su primer gol en torneos nacionales, el 2 de marzo de 2019 en la fecha 1 del torneo, convirtió el gol de la apertura con la que Liga de Loja venció a Atlético Santo Domingo como local por 3–2, con el cuadro lojano marcó 5 goles. A mitad de ese año cambió a Orense Sporting Club también de la Serie B, encajó 2 goles y al final de la campaña se coronó campeón con el equipo orense, esto significó el primer título de su carrera en clubes.
En su registro también disputó algunos juegos de la Copa Ecuador, para 2020 regresa del préstamo a Sociedad Deportiva Aucas, donde tiene su debut internacional en el partido de la primera fase de la Copa Sudamericana 2020 ante el Club Atlético Vélez Sarsfield de Argentina.

## Selección nacional

### Categorías inferiores
Con la selección de Ecuador sub-17 fue parte del Campeonato Sudamericano de Fútbol Sub-17 de 2015 donde marcó 3 goles en 9 partidos, ayudó a la selección a clasificar al mundial de la categoría que se desarrolló en Chile. En el torneo FIFA anotó 2 goles ante Rusia en la ronda de octavos de final. Con la sub-20 también disputó algunos partidos.

#### Participaciones en Sudamericanos
| Campeonato                  | Sede     | Resultado    | Partidos | Goles |
| --------------------------- | -------- | ------------ | -------- | ----- |
| Sudamericano Sub-17 de 2015 | Paraguay | Tercer lugar | 9        | 3     |
| Sudamericano Sub-20 de 2017 | Ecuador  | Subcampeón   | 0        | 0     |

#### Participaciones en Copas del Mundo
| Campeonato                  | Sede  | Resultado        | Partidos | Goles |
| --------------------------- | ----- | ---------------- | -------- | ----- |
| Copa Mundial Sub-17 de 2015 | Chile | Cuartos de final | 5        | 2     |

## Participaciones internacionales
| Torneo                 | Club/Selección | Resultado        |
| ---------------------- | -------------- | ---------------- |
| Copa Mundial Sub-17    | Ecuador        | Cuartos de final |
| Copa Sudamericana 2020 | Aucas          | Primera fase     |

## Estadísticas
- Actualizado al 16 de abril de 2020.[16][17]

| Club                  | Temporada     | Liga | Liga  | Copa | Copa  | Internacional | Internacional | Total | Total |
| Club                  | Temporada     | PJ   | Goles | PJ   | Goles | PJ            | Goles         | PJ    | Goles |
| --------------------- | ------------- | ---- | ----- | ---- | ----- | ------------- | ------------- | ----- | ----- |
| Norte América         | 2012          | 7    | 4     | —    | —     | —             | —             | 7     | 4     |
| Norte América         | 2013          | 14   | 11    | —    | —     | —             | —             | 14    | 11    |
| Norte América         | 2014          | 5    | 2     | —    | —     | —             | —             | 5     | 2     |
| Norte América         | 2015          | 17   | 7     | —    | —     | —             | —             | 17    | 7     |
| Norte América         | Total         | 43   | 24    | —    | —     | —             | —             | 43    | 24    |
| Deportivo Azogues     | 2014          | 15   | 10    | —    | —     | —             | —             | 15    | 10    |
| Deportivo Azogues     | Total         | 15   | 10    | —    | —     | —             | —             | 15    | 10    |
| Aucas                 | 2016          | 13   | 0     | —    | —     | —             | —             | 13    | 0     |
| Aucas                 | 2017          | 24   | 0     | —    | —     | —             | —             | 24    | 0     |
| Aucas                 | 2018          | 15   | 0     | —    | —     | —             | —             | 15    | 0     |
| Aucas                 | 2019          | 1    | 0     | 0    | 0     | —             | —             | 1     | 0     |
| Aucas                 | 2020          | 2    | 0     | 0    | 0     | 1             | 0             | 3     | 0     |
| Aucas                 | Total         | 55   | 0     | 0    | 0     | 1             | 0             | 56    | 0     |
| Liga de Loja          | 2019          | 12   | 5     | 1    | 0     | —             | —             | 13    | 5     |
| Liga de Loja          | Total         | 12   | 5     | 1    | 0     | —             | —             | 13    | 5     |
| Orense                | 2019          | 14   | 2     | 0    | 0     | —             | —             | 14    | 2     |
| Orense                | Total         | 14   | 2     | 0    | 0     | —             | —             | 14    | 2     |
| Técnico Universitario | 2021          | 0    | 0     | 0    | 0     | —             | —             | 0     | 0     |
| Técnico Universitario | Total         | 0    | 0     | 0    | 0     | —             | —             | 0     | 0     |
| Total carrera         | Total carrera | 139  | 41    | 1    | 0     | 1             | 0             | 141   | 41    |

## Palmarés

### Campeonatos nacionales
| Título  | Club   | País    | Año  |
| ------- | ------ | ------- | ---- |
| Serie B | Orense | Ecuador | 2019 |